# Domarat z Kobylan
Domarat z Kobylan, (Domarat Kobylański) herbu Grzymała (ur. 1380, zm. 1440) – kasztelan biecki (1411-1433), wojnicki i lubelski, od 1428 marszałek nadworny koronny,  właściciel Kobylan („na liście Jagiełła Króla danym miastu Lwowskiemu”).
Był prawnukiem wojewody kaliskiego Przecława. W 1406 wziął udział w wojnie Zygmunta Luksemburskiego z banem Bośni. W 1410 uczestniczył w bitwach pod Grunwaldem i pod Koronowem, walczył w pierwszym szeregu chorągwi krakowskiej. Był sygnatariuszem aktu unii horodelskiej 1413 roku. W 1422 roku nad jeziorem Melno podpisał przymierze między królem Władysławem Jagiełłą a Krzyżakami. 31 grudnia 1435 roku podpisał akt pokoju w Brześciu Kujawskim.

## Rodzina:Kobylańscy
Domarat z Kobylan był mężem Jadwigi c. Winka, mieszczanina krakowskiego. Ich wnuk, Marcin z Kobylan w połowie XV wieku studiował na Akademii Krakowskiej.
Brat Domarata, Janusz z Kobylan (zm. ok. 1441), był natomiast łowczym i podstolim krakowskim oraz starostą sanockim.

## Domarat z Kobylan w kulturze
Damrata umieścił w opisie bitwy pod Grunwaldem Henryk Sienkiewicz w powieści Krzyżacy, przedstawia go Jan Długosz w kronice, oraz Jan Matejko w swoim obrazie bitwy z Krzyżakami jako brodatego rycerza w hełmie.
Krzyknęli z trwogi na widok śmierci wodza ludzie Osterody, lecz Lis rzucił się między nich jak orzeł między żurawie, a gdy Staszko z Charbimowic i Domarad z Kobylan skoczyli mu z pomocą, poczęli ich we trzech łuskać okropnie, tak jak niedźwiedzie łuszczą strąki, gdy się na pole zasiany młodym grochem dostaną. (H. Sienkiewicz „Krzyżacy”)